# 菏泽 (古代湖泊)
菏泽，又名荷泽，为中国一个已经消失的湖泊，位于今山东省定陶区附近，为古济水下游的一个湖泊。东西长为70里，南北宽约10余里。湖泊经由菏水与泗水相连。今菏泽市即得名于该湖泊。唐代之后，因济水断流，菏泽淤积湮没。